# Korkinói járás

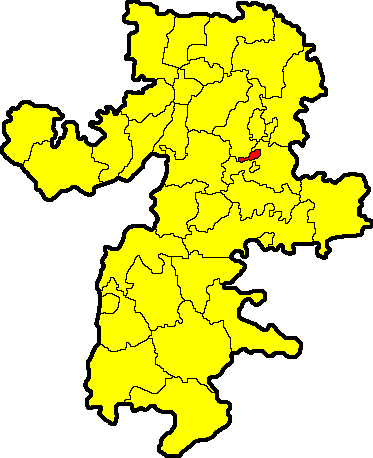
A Korkinói járás a Cseljabinszki területen

A Korkinói járás (oroszul Коркинский район) Oroszország egyik járása a Cseljabinszki területen. Székhelye Korkino.

## Népesség
- 2010-ben 63 863 lakosa volt, melyből 55 594 orosz, 2 288 tatár, 1 414 ukrán, 1 275 német, 694 baskír, 443 cigány, 302 fehérorosz, 295 mordvin, 167 csuvas, 129 üzbég, 120 kazah, 117 azeri stb.